# Серије Синише Павића
Овај појам подразумева телевизијске серије, чији је аутор драмски писац Синиша Павић, уз сарадњу са својом супругом Љиљаном. Посебно ће бити истакнути случајеви где је Павић био само коаутор.

## Предуслови за категоризацију
Овај чланак обрађује оне серије, у којима је Павић самостални аутор, самостални сценариста, или коаутор и косценариста са једном другом особом. Неће бити наведене оне телевизијске серије, где је Павић био члан групе аутора (попут серије Позориште у кући).

## Период 1971—1987. године: коауторства и мини-серије

### Дипломци(1971)
Мини-серија Дипломци представља прву телевизијску серију чије ауторство потписује Синиша Павић. Према тврдњама самог сценаристе, серија је настала у време када је са супругом Љиљаном гледао емисију посвећену омладини, након чега су дошли на идеју да напишу сценарио за серију која приказује живот групе студената на периферији Београда. Фокус серије је на породици Бумба, чији члан Будимир (Бора Тодоровић), неодговорни студент Правног факултета, још увек није положио последњи испит и преузео одговорност на себе.
Прва епизода серије је премијерно приказана 21. септембра 1971. године. У серији је учествовало неколико младих глумаца, који ће наставити да сарађују са Павићем у његовим наредним пројектима: Милан Гутовић, Никола Симић, Петар Краљ, Властимир Ђуза Стојиљковић...
Иако је најпре понуђено Александру Ђорђевићу који је захтевао три месеца припреме, место редитеља је на крају припало Небојши Комадини, који је, према Павићевом мишљењу, "био добар, али као позоришни редитељ". С обзиром на то да је текст наишао на одушевљење тадашњег уредника на телевизији, драматурга Слободана Новаковића, снимање је убрзо започето, али, како је Павић истакао, у "немогућим условима". Наиме, епизода у трајању од 50 минута снимана је за само један дан, што је, према Павићевим речима, драстично умањило вредност текста. Иако је серија постигла велики успех, Павић је као аутор био незадовољан реализацијом до те мере да је био на ивици одлуке да више не пише за телевизију. Ипак, до краја деценије је учествовао као сарадник у писању сценарија на различитим пројектима. Мада је у плану имао да серију сними поново, то није остварено.

### Отписани(1974)
Напомена: коауторство са Драганом Марковићем
Отписани је телевизијска серија која је стекла култни статус. Снимљена је у режији Александра Ђорђевића и има 13 епизода. За разлику од осталих остварења партизанског жанра, њена радња описује авантуре младих илегалаца у окупираном Београду за време Другог светског рата. Настала је по књизи Драгана Марковића Забрањени живот, а упоредо са снимањем серије, снимљен је и филм, који представља спој прве две епизоде серије (за разлику од серије, која је снимљена у црно-белој техници, филм је снимљен у боји).
Оригинални сценарио серије је написао новинар Драган Марковић, чије су дијалоге уредници телевизије оценили "дрвеним" и "партијским", због чега је ангажован Синиша Павић који је преправио и написао нове дијалоге у циљу прилагођавања серије младим гледаоцима. На најавној шпици, Павић је потписан као сарадник на дијалогу, чему се Драган Марковић, творац серије, првобитно противио. С обзиром на то да је Павић познавао говор и понашање тадашњих илегалаца, сам речник и карактеристике ликова драстично су измењени у сценарију, због чега су се Отписани разликовали од осталих филмова и серија са сличном тематиком.
Иако је Марковић као творац серије био задовољан Павићевим учинком, у интервјуима је истицао како је на серији радио самостално и без ичије помоћи, због чега је Павић одбио да учествује у раду на наставку Повратак отписаних, снимљеном две године касније. Ова серија је прославила младе глумце Драгана Николића и Воју Брајовића, који ће се појављивати и у појединим каснијим Павићевим пројектима.

### Врућ ветар(1980)
Врућ ветар је мини-серија снимана крајем 1979. године, а премијерно емитована од јануара до марта 1980. Серија је снимана осам месеци на локацијама у Београду, Власотинцу, Франкфурту, као и њиховим околинама.
Главни јунак серије Боривоје Шурдиловић Шурда (Љубиша Самарџић), из провинције у јужној Србији долази у Београд, где привремено живи са ујаком Благојем Поповићем Фиргом (Миодраг Петровић Чкаља) и бабом (Радмила Савићевић), у циљу остварења дугогодишњих амбиција. Међутим, да би остварио своје жеље пролази кроз разноразне авантуре, у чему му помаже пријатељ из детињства, ситни преварант Слободан Михајловић Боб (Бора Тодоровић). Да би нашао посао у коме ће коначно пронаћи себе, Шурда прелази трновит пут. Најпре ради као берберин и таксиста, потом као референт за жалбе незадовољних купаца станова у предузећу Цреп и цигла, да би на крају постао познати београдски фризер.
Серија је, осим на просторима бивше Југославије, емитована у Чехословачкој, Румунији, Бугарској, Аустрији и Мађарској, где је проглашена за најбољу телевизијску серију свих времена, док је Љубиша Самарџић, главни глумац, дочекан на Неп стадиону у Будимпешти пред 100.000 људи. Интересантно је да је за лик Боривоја Шурдиловића сценаристи Синиши Павићу као инспирација послужио Живојин Биџић Биџа, берберин из Власотинца.

### Шпанац(1982)
Шпанац је мини-серија из 1982. године. Режирао ју је Сава Мрмак. Павић је сценарио написао по мотивима из књиге „Први кораци ка слободи” Миће Јеремића. Радња је базирана на истинитом догађају и прати живот револуционара и народног хероја Жикице Јовановића Шпанца од почетка рата у Југославији, априла 1941. до почетка устанка, јула 1941. године. У серији је сликовито приказана прва устаничка акција у Србији, која се одиграла 7. јула 1941. године у Белој Цркви.

### Бањица(1984)
За мини-серију Бањица, Павић је написао сценарио, док режију потписује Сава Мрмак. Серија је снимљена поводом четрдесетогодишњице ослобођења Београда, октобра 1944. године. Радња прати живот логораша у последњој години злогласног Бањичког логора.

### Одлазак ратника, повратак маршала(1986)
Последња мини серија где је Павић сарађивао са режисером Савом Мрмком има 4 епизоде и састоји се из два дела. Први део серије прати догађаје у вези са боравком Јосипа Броза Тита у окупираном Београду, у лето 1941. и његов прелазак на ослобођену територију, исте године у септембру. Други део серије приказује Титов боравак у Москви и Вршцу, 1944. и његов долазак у ослобођени Београд.

## Период после 1987. године: целовечерње серије
Године 1987, отпочело је снимање прве од самосталних серија Синише Павића, које садрже више десетина епизода, а чија продукција је у просеку трајала по око 4 године. До 2021. године, Павић је написао сценарио за 6 таквих серија:
- Бољи живот (1987—1991)
- Срећни људи (1993—1996)
- Породично благо (1998—2002)
- Стижу долари (2004—2006)
- Бела лађа (2006—2012)
- Јунаци нашег доба (2019—2021)

Такође, настављајући свој циклус серија са темом из савремене историје, Павић је у продукцији Телевизије Сарајево написао и сценарија за серије Мисија мајора Атертона 1986. и Рањеник 1988. године, обе у режији Саве Мрмка.
У међувремену, поред сценарија за сродне филмове и празничне специјале, Павић је још само написао текст за мини-серију Оно наше што некад бејаше, по тексту Стевана Сремца.

### Бољи живот(1987—1991)
Ова серија постигла је рекордну гледаност у бившој Југославији. Премијерно је емитована у периоду од 1987. до 1991. године, након чега је доживела бројне репризе. Због велике популарности серије снимљен је и истоимени филм.
Серија садржи укупно 90 епизода, колико је према тврдњама Синише Павића и написано. Међутим, прва два циклуса су након премијерног емитовања уз Павићеву сагласност премонтирана и скраћена са 55 на 47 епизода, због чега су у свим репризним емитовањима приказиване 82 епизоде. Први циклус, који данас броји 22 епизоде, режирали су Александар Ђорђевић и Михаило Вукобратовић, док наредних 25 епизода потписују Вукобратовић и Андрија Ђукић. Трећи циклус, који је почео истоименим целовечерњим филмом снимљеним 1989. године, премијерно је емитован 1990. године и садржи 35 епизода које је такође режирао Вукобратовић.
У центру збивања серије налази се петочлана београдска породица Попадић, коју чине муж, жена, два сина и кћерка. Они се сукобљавају са свакодневним проблемима у друштву. Главног јунака серије, Драгишу Попадића, главу породице Попадић, играо је Марко Николић. Његову супругу Емилију Попадић тумачи Светлана Бојковић, старијег сина Сашу игра Борис Комненић, млађег - Бобу Драган Бјелогрлић, а кћерку Виолету тумачи Лидија Вукићевић.

### Срећни људи(1993—1996)
Серија Срећни људи је снимана од 1993. до 1996. године. Садржи 70 епизода у трајању од 45 минута, као и новогодишњи специјал. Режију серије потписују Александар Ђорђевић и Слободан Шуљагић.
Главни јунаци у серији су чланови породице Голубовић, коју чине отац, мајка, њихов син, синовљева жена и њихово двоје деце. У време санкција и тешког живота, ова породица суочава се са проблемима у свакодневном животу. Свако је принуђен да се снађе на свој начин.
С обзиром на то да се снимање одвијало у време санкција и хиперинфлације, глумице Тања Бошковић и Дубравка Мијатовић су напустиле серију пошто је хонорар глумаца губио вредност. Одлазак главних глумица је условио низ измена у самој радњи, тако да је у наредном циклусу терет пребачен на друге ликове иако је даље снимање најпре било неизвесно. Ипак, снимање је успешно приведено крају, а серија је касније је више пута репризирана.

### Породично благо(1998—2002)
Ову серију, сниману у периоду од 1998. до 2002. године су продуцирали РТС и Комуна, док режију потписују стални Павићеви сарадници, Александар Ђорђевић и Михаило Вукобратовић. Композитор музике је Корнелије Ковач.
Главни јунаци су чланови београдске породице Гавриловић, коју чине деда, отац, супруга, и њихово троје деце. Деда Трајко Гавриловић закопао је ћуп са благом испод једног дрвета на свом плацу. У тешким временима, његов син Гаврило, не знајући за ћуп, одлучује да прода тај плац и тако дође до новца да би покрио мањак у фирми чији је генерални директор. Плац купује Тихомир Стојковић, новопечени богаташ са југа Србије, који сазнаје за ћуп и ископава га, након чега долази до разних заплета. По мотивима серије снимљен је филм Тајна породичног блага, као и новогодишњи специјали А сад адио, Te quiero, Радиша и Леле, бато.
Интересантно је да су снимање и емитовање серије прекидани више пута. Првобитно је снимање прекинуто због НАТО бомбардовања СРЈ 1999. године, да би било настављено тек наредне године. Након тога, наставак снимања је доведен у питање због вица изреченог од стране глумца Богољуба Митића на рачун Мирјане Марковић, као и њене политичке партије Југословенска левица. На број снимљених епизода је утицала и промена уредника на телевизији након смене власти. С обзиром на то да је одлучено да се даље снимање прекине, сценариста и продуценти су били принуђени да серију скрате на 62 епизоде упркос томе што је, према тврдњама уредника Слободана Терзића, првобитно било планирано да серија има 100 епизода.
Занимљивост је да су од свих серија Синише Павића у Породичном благу највише заступљени судски процеси, с обзиром на то да је он по професији био судија, који је у судству провео свој радни век.

### Стижу долари(2004—2006)
Стижу долари је телевизијска серија реализована у продукцији Комуне и Радио-телевизије Србије. Емитована је од 2004. до 2006. године у два циклуса. Режирао ју је Михаило Вукобратовић. У главним улогама су Миленко Заблаћански, Нела Михајловић, Александар Берчек, Драган Јовановић и Бранко Цвејић.
Радња серије приказује породицу Љутић, тачније браћу Ненада и Предрага, близанце од којих први живи у малом граду у Србији а други у Београду. Њима се јавља њихов ујак Горчило, који живи у Америци, те изражава жељу да се врати у Србију и ту проведе последње дане. Породица почиње да прави планове шта ће учинити с доларима које ће богати ујак донети са собом. Ускоро цела Ненадова варош сазнаје за ујака па сви смишљају начин како би се окористили о богатог суграђанина, укључујући и локалног мафијаша Гуштера, корумпираног председника општине, новопечену богаташицу Елизабету и друге. Оно што нико од њих не слути јесте да је Горчило банкротирао и да се у Србију враћа - без динара. Истовремено, млади општински службеник одлучује да разоткрије корумпираност председника општине који жели да се окористи о његову непоткупљивост, док други ток серије прати његову љубавну романсу с младом секретарицом Марином.
Као и други Павићеви пројекти, и ова серија је остала без појединих важних глумаца. Наиме, Данило Лазовић, који је играо једну од главних улога, преминуо је пред крај снимања због чега је његов лик уклоњен у последњих неколико епизода, док је Никола Симић након првог циклуса напустио серију због ангажмана у серији Љубав, навика, паника на Телевизији Пинк, након чега га је заменио Властимир Ђуза Стојиљковић.

### Бела лађа(2006—2012)
Бела лађа представља индиректан наставак филмског серијала Тесна кожа, са Миланом Гутовићем у главној улози, али Петром Краљем, уместо Николе Симића у улози Димитрија Пантића. Ова серија је снимана пуних шест година и обухвата шест циклуса, због чега представља рекорд за телевизијске серије чији сценарио потписује Павић, а самим тим и његов најкомплекснији пројекат. Такође, једна је од најдужих серија снимљених у продукцији Радио-телевизије Србије.
Према Павићевом признању, серију су од самог почетка пратили бројни проблеми. Њену продукцију су карактерисала повлачења, као и смртни случајеви појединих важних глумаца (одустајање Николе Симића као једног од двојице главних глумаца пред почетак снимања, погибија Миленка Заблаћанског за време снимања другог циклуса, као и смрт Петра Краља и повлачење Милана Гутовића услед незадовољства хонораром, и то само неколико дана пред снимање последњег циклуса), што је условило битне измене сценарија, односно уклањање, промене и маргинализовање одређених ликова, а у појединим случајевима и одлагање самог снимања.
Прва епизода серије је премијерно емитована 17. децембра 2006. године, а емитовање је, након шест циклуса, окончано јубиларном деведесетом епизодом 1. априла 2012. Поред Радио-телевизије Србије, извршну продукцију потписује Кошутњак филм док режију, као и за претходне Павићеве пројекте, потписује Михаило Вукобратовић.
За разлику од Тесне коже, у Белој лађи главни актер није Пантић, већ Шојић. Он је бизнисмен и председник Странке здравог разума, коју финансира његов рођак по баби, Тихомир Стојковић „Тика Шпиц“ (Предраг Смиљковић). Његов заменик у странци је Пањковић (Драган Вујић), а његов вечити противник је Хаџиздравковић (Предраг Ејдус), председник странке Демократска ренесанса. Шојић улази и у сумњиве послове са мафијом, тајкуном Озреном Солдатовићем (Душан Голумбовски) и његовом десном руком Аламуњом (Дејан Луткић). Породицу Пантић поред Димитрија чине и жена Персида (Љиљана Драгутиновић), синови Маринко (Миленко Заблаћански) и Благоје (Ненад Јездић) и кћерка Мирослава (Мирјана Мина Лазаревић). Маринко је разведен, док се Мира преселила да живи код Пантића јер је пред ивицом развода; Маринко из брака има два сина, Филипа (Милош Биковић) и Мићу, а Мира са мужем Богојем има сина Кићу (имена појединих ликова, као и одређени детаљи су промењени у односу на филмски серијал, што доводи до извесних недоследности и анахронизама).
Поред ликова из Тесне коже, у серији се појављују и ликови из других Павићевих серија: Озрен Солдатовић (Срећни људи), Тихомир Стојковић Шпиц и баба Роска (Породично благо), као и Северин Кукић (Бољи живот).

### Јунаци нашег доба(2019—2021)
Јунаци нашег доба је српска телевизијска серија из 2019. године, која је реализована у продукцији Радио-телевизије Србије, Кошутњак филма и Телекома Србије. Серију су режирали Михаило Вукобратовић и Иван Стефановић. Радња приказује како се припадници три различите генерације, најстарије, средње и младе сналазе у савременом свету, као и њихове погледе на исти. Прича прати породицу Чичановић, где се као главни лик издваја Мирослав звани "Чичко", човек у зрелом добу, особа која не ужива углед у породици. Чичку се указала велика животна прилика, која ће бити његов огромни успех или можда пропаст.
Куриозитетно, реч је о најкраћој Павићевој серији, сниманој свега две године, која је, пак, успела да достигне два циклуса.

### Оно наше што некад бејаше(2007)
Оно наше што некад бејаше је мини серија, за коју је Павић написао сценарио по мотивима приповедака Стевана Сремца. Снимана је у Београду, Панчеву, Заклопачи а највише у Ваљеву. Емитована је 2007. године на РТС-у. Радња серије смештена је на почетак 20. века, када у једну србијанску варош долази путујуће позориште. Овај догађај изазваће велике промене у животима становника ове мале вароши. Практикант Љубивоје, опчињен глумом, придружује се позоришној трупи остављајући Икицу, девојку у коју је заљубљен, да би се посветио другој љубави.

## Спољашњи извори
- Павић на ИМДБ-у